# Poison the Well
Poison the Well es una banda estadounidense de metalcore oriunda de Miami, Florida,
Se fundó en 1997, bajo el nombre de An Acre Lost, funcionando activamente hasta 2010; dando una pausa para explorar otros intereses. En mayo de 2015, la banda volvió para dar shows en Nueva York y Nueva Jersey, luego se reunió brevemente en el verano de 2016.
En su existencia, la banda lanzó cinco álbumes: The Opposite of December (1999), Tear from the Red (2002), You Come Before You (2003), Versions (2007) y The Tropic Rot (2009). Ryan Primack y Chris Hornbrook fueron sus únicos miembros estables.

## Discografía
Álbumes de estudio
| Título                                  | Detalles del álbum                                                                             | Chart | Chart    | Chart |
| Título                                  | Detalles del álbum                                                                             | US    | US Indie | UK    |
| --------------------------------------- | ---------------------------------------------------------------------------------------------- | ----- | -------- | ----- |
| The Opposite of December                | - Lanzamiento: 14 de diciembre de 1999 - Sello: Trustkill - Formatos: CD, LP, descarga digital | —     | —        | —     |
| Tear from the Red                       | - Lanzamiento: 19 de febrero de 2002 - Sello: Trustkill - Formatos: CD, LP, descarga digital   | —     | 23       | —     |
| You Come Before You                     | - Lanzamiento: 1 de julio de 2003 - lloSe: Atlantic - Formatos: CD, LP, descarga digital       | 98    | —        | 160   |
| Versions                                | - Lanzamiento: 2 de abril de 2007 - Sello: Ferret - Formatos: CD, LP, descarga digital         | 147   | 8        | —     |
| The Tropic Rot                          | - Lanzamiento: 7 de julio de 2009 - Sello: Ferret - Formats: CD, LP, descarga digital          | 180   | 30       | —     |
| "—" significa que no entró en el chart. |                                                                                                |       |          |       |

EPs
| Título                                    | Detalles                                                             |
| ----------------------------------------- | -------------------------------------------------------------------- |
| Distance Only Makes the Heart Grow Fonder | - Lanzado: 1998 - Sello: Good Life - Formatos: CD, vinilo 10"        |
| I/III / II/III / III/III                  | - Lanzado: 18 de abril de 2009 - Sello: Ferret - Formatos: vinilo 7" |

Singles
| Título                                                                            | Año  | Chart | Álbum               |
| Título                                                                            | Año  | UK    | Álbum               |
| --------------------------------------------------------------------------------- | ---- | ----- | ------------------- |
| "Ghostchant" / "Zombies Are Good for Your Health"                                 | 2003 | 103   | You Come Before You |
| "The Realist" / "Apathy Is a Cold Body"                                           | 2003 | —     | You Come Before You |
| "Letter Thing"                                                                    | 2007 | —     | Versions            |
| "—" denotes a recording that did not chart or was not released in that territory. |      |       |                     |

## Videografía
Videos musicales
| Título                  | Año  | Director         |
| ----------------------- | ---- | ---------------- |
| "Botchla"               | 2002 | Darren Doane     |
| "Apathy Is a Cold Body" | 2003 | Christopher Sims |
| "Letter Thing"          | 2007 | Roboshobo        |
| "Exist Underground"     | 2009 | Samuel Macon     |

## Miembros
| Última formación - Ryan Primack – guitarra principal (1997–2010, 2015–2020) - Chris Hornbrook – batería (1997–2010, 2015–2020) - Jeffrey Moreira – voces (1998–2010, 2015–2020) - Bradley Grace – bajo, guitarras (2006–2010, 2015–2020) Miembros de apoyo - Vadim Taver – guitarra rítmica (2016–2020) | Miembros anteriores - Aryeh Lehrer – voces (1997–1998) - Andrew Abramowitz – bajo (1997–1998) - Jeronimo Gomez – bajo (1997–1998) - Alan Landsman – bajo (1998–1999) - Iano Dovi – bajo (1999–2002) - Javier Van Huss – bajo (2001) - Geoff Bergman – bajo (2003–2004) - Ben Brown – bajo (2004–2006) - Russ Saunders – guitarra rítmica (1997) - Jose Martinez – guitarra rítmica (1997–2000) - Derek E. Miller – guitarra rítmica (1998–2004) - Steve Looker – guitarra rítmica (1999) - Jason Boyer – guitarra rítmica (2004–2006) - Brad Clifford – guitarra rítmica (2006–2010) |